# Кујбишевскa војномедицинскa академијa Црвене армије
Кујбишевскa војномедицинскa академијa Црвене армије (КВМА) (рус.Куйбышевскую Военно-медицинскую академию РККА) била је једна од привремених војномедидицинских установа  у време Другог светског рата од 1939. до 1942. године.
Проистекла из Кујбишевског медицинског института у коме су радили бројни лекари професори Војномедицинске академије С. М. Киров из Санкт Петербурга и наставници Кујбишевског медицинског института, расформирана је наредбом НПО Н 0660 од 28. септембра 1942. године и премештена у Самарканд..

## Положај
Кујбишевскa војномедицинскa академијa Црвене армије  налазила се у Кујбишеву  на ушћу реке Самаре у Волгу. Град који  је основан 1586. године од 1935. до 1991. носио је име Кујбишев по Валеријану Кујбишеву, совјетском политичару, а данас носи име Самара.
У време Другог светског рата град је био резервна престоница Совјетског Савеза када су Немци угрозили Москву. У октобру 1941. Комунистичка партија Совјетског Савеза и владине установе, дипломатске мисије страних држава, водеће културне установе и њихово особље су били евакуисани у град.

## Историја
Приближавање Другог светског рата наметнуло је с краја 1930-тих постепену реформу Радничко-сељачке Црвене армије (РСЦА), којој је хитно  био потребан све већи број обучених војних лекара за јачање одбрамбених способности земље. Војни  сукоби на језеру Хасан и битка на реци Халхин Гол у великој мери открили низ слабости у организацији целокупног система војне медицине у Црвеној армији. Ове слабости наметнуле су проширење броја образовних установа у којима би се за кратко време обучило медицинско особље за војску. Стога је у априлу 1939. Кујбишевски медицински институт реорганизован у Кујбишевску војномедицинску академију Црвене армије.
Кујбишевски војномедицински институт је 1939. године, у складу са указом Савета народних комесара СССР од 1. фебруара 1939. године и наредбом НПО СССР број 035 од 3. априла 1939. године о организацији у земљи прерастао је у Кујбишевску војномедицинску академије и у склопу 5 курсева обућавао је1.500 студената. 
Стални састав наставника КВМА био је попуњен особљем ВМА  С. М. Киров из Санкт Петербурга(тадашњег Лењинграда) и наставницима Кујбишевског медицинског института. Док су студенти одабрани тако што су и хитно, у потребном броју,  позвани на служење војног рока студенти са других медицинских института у СССР.  Истакнути научници, организатори Војно-медицинске службе Црвене армије и други војни специјалисти М. А. Ахутин , В. Н. Аркхангелски, А. И . Барабанов, А. С. Георгиевски , Т. Е. Болдирев именовани су за шефове одељења и наставнике.
Формирање академије помогли су и познати научници и велики организатори војног здравства као што су И. А. Клиусс , А. Н. Беркутов, С. И. Банаитис, Н. И. Завалисхин и многи други. 
Настава на академији почела је 1. септембра 1939. године. 
У августу – октобру 1941. као и у марту и септембру 1942. године вршене су редовне матуре војних лекара.

## Значај и резултати
Велики отаџбински рат није био само трагични догађај у животу совјетског народа, већ и манифестација успона патриотских и грађанских осећања, солидарности са народима који су се борили против фашизма. Кујбишевски медицински научници заузимали су посебно место у заједничкој борби против непријатеља. Добили су најважнији задатак – да развију такав систем и пронађу таква средства за лечење рањених и болесних војника Црвене армије и морнарице, која би им обезбедила брз повратак на дужност.
Крајем 1939. и почетком 1940. године 300 студената 5. године и један број наставника академије послат  је у војску на совјетско-фински фронт . За исказану храброст и јунаштво у борбама, орденима и медаљама је одликовало 9 наставника и ученика.
Дана 23. јуна 1941. године, 200 студената 5. године послато је као лекари на Западни и Југозападни фронт, а остали - у састав Ваздушно- десантних снага и на располагање Војном савету Посебне Далекоисточне војне области . 

Током тешких ратних година, особље Кујбишевске војномедицинске академије (а потом и Кујбишевског медицинског института) живело је и радило заједно са целим совјетским народом веома храбро, и понашало се по основном и гвозденом принципу:
Можда један од најзначајнијих докумената који се чувају у архиви је следећи телеграм председника Државног комитета за одбрану директору медицинског института, секретару партијског бироа, професорима, докторима медицинских наука Каветском, Шиловцеву, Шљапникову, секретару комсомолског комитета:  
Радницима и службеницима Кујбишевског државног медицинског института, који су прикупили 181.780 рубаља у новцу и 56.380 рубаља државних обвезница за санитарне авионе назван по Кујбишевском државном медицинском институту, мој братски поздрав и хвала Црвеној армији. Жеља радника и студената института биће испуњена. И. Стаљин.
Од априла 1939. до октобра 1942. године (за три године) у Војномедицинској академију у Кујбишеву обучено је 1.793 војних лекара.   

## Престанак рада
У октобру 1942. одлуком Савета народних комесара (наредба НВО бр. 0660 од 28. септембра 1942.) Кујбишевска војномедицинска академија је распуштена. Одељења војномедицинског блока КВМА измештена су заједно са Војномедицинске академије С. М. Киров из Санк Петербурга у Самарканд. Са особљем академије  у Самарканд је  отишао  и њен начелник, генерал-мајор медицинске службе В. И. Вилесов.
Пре распуштања  Кујбишевска војномедицинска академија Савет народних комесара СССР-а  4. септембра 1942. године, донео је одлуку да се уместо ликвидиране Војномедицинске академије, поново формиара Кујбишевски медицински институт (са петогодишњим роком студирања) и исти потчини Народном комесаријату здравља РСФСР-а, пуковнику медицинске службе и директору ванредном професору В. И. Савељеву. Нови универзитет требало је да буде  један од највећих у земљи. Планирано је да се на први курс прими 200 људи, а да на преосталим курсевима  раде студенти из Ростова, Краснодара и других евакуисаних универзитета. Укупно је требало да буде  обучено до 2.000 људи.

## Признања
За велику помоћ фронту, значајан допринос развоју совјетске медицине и здравства, бројни професори и наставници академије  награђени су државним наградама и дипломама Кујбишевског регионалног комитета Свесавезне комунистичке партије бољшевика и регионалног.
Од бивших шефова одељења академије  одликовани су војним орденима:
- генерал-потпуковник медицинске службе М. Н. Акхутин (главни хирург више фронтова ),

- И. А. Кљус (шеф војно-санитарне службе 3. украјинског фронта ),
- бивши наставник академије, генерал-потпуковник санитетске службе А. Ј. Барабанов (шеф војно-санитарне службе 1. белоруског фронта) –  .

Више од 70% дипломаца академије добило је ордене Совјетског Савеза током ратних година.
Многи дипломци академије, испуњавајући своју свету дужност, заштиту отаџбине, дали су своје животе. Њима у част постављена је спомен плоча на згради Института.